# Leucula nana
Leucula nana là một loài bướm đêm trong họ Geometridae.